# Rainbow Warrior (schip, 2011)
De 'Rainbow Warrior III' Is het nieuwe vlaggenschip van de milieuorganisatie Greenpeace, het schip werd in 2011 in de vaart genomen op de 40e verjaardag van Greenpeace.
Het Frame werd gebouwd in Gdańsk, Polen waarna het in november 2010 naar de werf in Bremen (stad), Duitsland is gegaan voor de verdere afbouw. Het schip werd in gebruik genomen in het laatste kwartaal van 2011.

## Concept
De Rainbow warrior III zal het eerste zelfgebouwde schip van Greenpeace worden. Door gebruik te maken van milieuvriendelijke materialen en wind als belangrijkste voortstuwing willen ze het goede voorbeeld geven voor de maritieme sector.

## Doel van het schip
Het schip zal dienen als platform voor campagnes in havens en op zee, als uitvalsbasis voor vergaderingen en voorstellingen, en als middel om door haar uiterlijk de aandacht te trekken voor hun campagnes. Het schip zal dienen als boegbeeld van de organisatie en de moeilijke taak hebben om de wereldbekende Rainbow Warrior en Rainbow Warrior II op te volgen.

## Specificaties

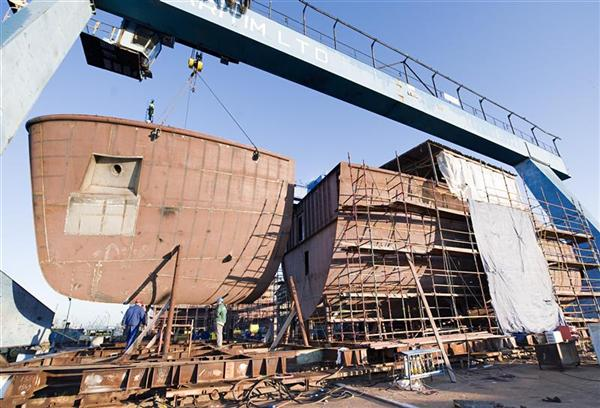
De boeg van de Rainbow Warrior III

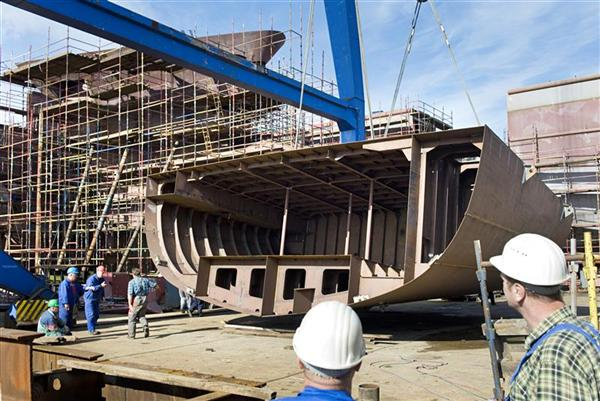
De romp van de Rainbow Warrior III

Het schip zal in de eerste plaats een zeilschip zijn, maar op momenten dat het nodig is toch op motor kunnen varen om zo een hogere snelheid te halen.
Het schip zal een zeiloppervlak hebben van 1300m² verspreid over een outer jib, een staysail, een fisherman, een mainsail en een main staysail. Het zullen allemaal rolzeilen zijn die met een druk op de knop kunnen worden in/uitgehaald. Als alternatief voortstuwmiddel heeft het schip een elektromotor die 10 knopen kan leveren voor een vermogen van 300kW en een diesel/elektromotor die slechts in beperkte mate zal worden gebruikt en een snelheid van maximaal 16 knopen kan leveren.
Het schip zal een brandstofcapaciteit hebben van 110000 liter brandstof en 32000 liter zoet water. Na twee Rainbow Warriors, de I en II, zonder helikopterplatform zal deze er als eerste een hebben. De zeilen zijn speciaal geplaatst zodat ze geen obstructie vormen voor het platform. Het schip zal ook beschikken over een biologisch afwateringssysteem, een systeem om hitte van de motoren te recupereren en te gebruiken voor warm water en verwarming aan boord en een scheidingssysteem om te allen tijde te vermijden dat vuil water de zeeën kan vervuilen. Ook zal worden gebruikgemaakt van gifvrije verf. Al deze ecologische aspecten zorgen ervoor dat het schip wordt bestempeld door Lloyd's Register als milieubesparend en dat het een Lloyds green passport. krijgt.
Het schip zal zo gebouwd worden dat de 30 mensen aan boord genoeg ruimte hebben om hun taken te volbrengen, men zal kunnen beschikken over een conferentiezaal van 67m² met een amfitheater waar presentaties kunnen worden gegeven en een actiekantoor van 23m².
Om op elk moment contact te kunnen leggen met de buitenwereld heeft Greenpeace gekozen voor een satellietverbinding met meerdere back-ups